# Mercaston
Mercaston est un village du Derbyshire, en Angleterre.